# Distrikt Tarata
Der Distrikt Tarata liegt in der Provinz Tarata in der Region Tacna in Südwest-Peru. Der Distrikt besitzt eine Fläche von 878 km². Beim Zensus 2017 wurden 3736 Einwohner gezählt. Im Jahr 1993 lag die Einwohnerzahl bei 4099, im Jahr 2007 bei 3626. Die Distriktverwaltung befindet sich in der 3068 m hoch gelegenen Provinzhauptstadt Tarata mit 2860 Einwohnern (Stand 2017).

## Geographische Lage
Der Distrikt Tarata liegt an der Südflanke der Cordillera Volcánica im zentralen Osten der Provinz Tarata. Entlang der nordöstlichen Distriktgrenze fließt der Río Mauri nach Osten. Der Westen des Distrikts wird über den Río Sama nach Südwesten entwässert.
Der Distrikt Tarata grenzt im Südwesten an den Distrikt Héroes Albarracín, im Nordwesten an den Distrikt Ticaco, im Norden an den Distrikt Capaso (Provinz El Collao), im Nordosten an Bolivien, im Süden an den Distrikt Palca (Provinz Tacna) sowie im Südwesten an den Distrikt Tarucachi.